# Ловинац
Ловинац је насељено мјесто у Лици и средиште истоимене општине, у Личко-сењској жупанији, Република Хрватска.

## Географија
Ловинац се налази 20 км сјеверозападно од Грачаца и 35 км југоисточно од Госпића. Место се налази на главној прузи и има жељезничку станицу.

## Историја
Ловинац се својим именом појављује већ у 14. вијеку када се у литератури спомиње племићка породица Ловинчић која је, на данашњем подручју Светог Рока, имала утврђени град Ловинац (Lovynecz).
Изнад самог мјеста Ловинац су рушевине средњовјековног града Ловинца а има и налаза из римског доба. У средњем вијеку Ловинац су посједовали племићи Ловинчићи. Од почетка 16. вијека припадао је бану Ивану Карловићу. Турци га освајају око 1522. године. Након изгона Турака 1689. насељава га буњевачко становништво.
Насеља су се формирала углавном током 18. вијека када се стабилизовала насељеност. Већина данашњих насеља налази се у близини некадашњих средњовјековних градина.
Манојло Грбић у "Карловачком владичанству", 1.књига, на стр. 246 наводи: Године 1701. пошаљу из Граца у Лику грофа Антона Коронинија и барона Фридриха Рамшисла, као коморске комесаре, да проведу нову управу. Ови људи, не познавајући ни народа ни народног језика својом неспретношћу и надутошћу, раздраже Бунијевце у Ловињцу, те ови скоче на повјеренике и на њихову пратњу, а повјереници даду се у бијег. Бунијевци натисну за њима, стигну их у Рибнику код Госпића и то у цркви, гдје оба именована повјереника закољу на самоме олтару. Сењски бискуп, Мартин Брајовић, буде одређен, да умири народ и да пронађе кривце. Бискуп оде у Лику, па ни пет ни шест, него обијди митрополита Атанасија, да је он кумовао овој буни, па предложи да се владици забрани за свагда долазити...
Мештани Ловинца су 1895. и 1896. године помогли Фонд "Св. Саве" са прилогом. Били су то: поп Михајло Медаковић, Нико Омчикус поштар, Ђуро Мишчевић трговац, Милева Медаковић попадија и Ана Узелац супруга чиновника. Читаоци претплатници и помагачи листа "Српско коло" из Загреба, били су 1905. године: трговац Мишчевић и поједини чланови тамошње "Народне дионичке штедионице".
Дугогодишњи поштар Омчикус се јавља и као поседник, а трговац Мишчевић изабран је 1910. године за посланика на српском црквено-народном сабору у Карловцима. Они су били покретачи акције у јавности да се у Ловинцу подигне прва српска православна црква. До тада су морали ићи у Кик или Плочу.
На првим парламентарним изборима у Краљевини СХС 1920. године у Ловинцу су тријумфовали Хрвати Радићевци. Резултат је био следећи: Хрватска сељачка странка - Стјепана Радића 367 гласова, радикали 44, демократе 35 а КПЈ - само 34 освојена гласа.
Ловинац се од распада Југославије до августа 1995. године налазио у Републици Српској Крајини. До територијалне реорганизације у Хрватској насеље се налазило у саставу бивше велике општине Грачац.

## Становништво
Према попису становништва из 2001. године, насеље Ловинац је имало 288 становника. Према попису из 2011. године, насеље Ловинац је имао 257 становника.
| Демографија | Демографија | Демографија |
| Година      | Становника  | Становника  |
| ----------- | ----------- | ----------- |
| 1948.       | 929         |             |
| 1953.       | 954         |             |
| 1961.       | 869         |             |
| 1971.       | 869         |             |
| 1981.       | 640         |             |
| 1991.       | 533         |             |
| 2001.       | 288         |             |
| 2011.       |             | 257         |

## Попис 1991.
На попису становништва 1991. године, насељено место Ловинац је имало 533 становника, следећег националног састава:
| Попис 1991.‍ | Попис 1991.‍ | Попис 1991.‍ | Попис 1991.‍ | Попис 1991.‍ |
| ----------- | ----------- | ----------- | ----------- | ----------- |
|             |             |             |             |             |
| Хрвати      | Хрвати      |             | 460         | 86,30%      |
| Роми        | Роми        |             | 22          | 4,12%       |
| Срби        | Срби        |             | 22          | 4,12%       |
| Југословени | Југословени |             | 11          | 2,06%       |
| непознато   | непознато   |             | 18          | 3,37%       |
| укупно: 533 |             |             |             |             |

## Познате личности
- Марија Чудина